# Cattedrale di San Nicola (Kazan')
La cattedrale di San Nicola (in russo Никольский собор?, Nikolʾskij sobor; in tataro Никольский соборы, Nikolʾskiy soborı) è una delle cattedrali di Kazan', in Russia. Dal 1946 è la principale cattedrale della città.

## Storia e descrizione
Nel luogo in cui sorge l'attuale struttura, fu fondata nel 1565 una piccola chiesa in legno dedicata a San Nicola. Alla fine del XVII secolo fu sostituita da un edificio in pietra, dotato di una cappella consacrata alla Natività di Cristo e di un piccolo altare nel campanile dedicato a San Giovanni il Guerriero. Attorno allo stesso periodo fu eretta una chiesa in stile barocco consacrata all'Intercessione della Vergine, al fianco di quella di San Nicola. Tra il 1720 ed il 1730 la chiesa dell'Intercessione fu dotata di un vistoso campanile costruito su 5 livelli.
Tra il 1834 ed il 1871 la chiesa di San Nicola fu guidata dal sacerdote Michail Poletaev, figlio di un prete che aveva servito nella stessa struttura. Durante questi anni fu realizzata la casa parrocchiale. Dopo Poletaev, arrivò Nikolaj Varuškin che fu parroco fino al 1903. Nonostante i fedeli della chiesa fossero tra i più poveri di Kazan', le numerose donazioni ricevute consentirono la ricostruzione dell'edificio che versava in stato di rovina. In una targa posta sul muro della cattedrale sono riportati i nomi di coloro i quali resero possibile l'opera. La vecchia chiesa fu demolita nel 1883 e due anni dopo vide la luce la nuova struttura, caratterizzata da uno stile architettonico di stampo eclettico.
Analogamente a numerosi templi di tutta la Russia, la chiesa fu chiusa nel 1930 a causa della politica antireligiosa del governo sovietico. Nel 1944, mentre imperversava la seconda guerra mondiale, essa venne riaperta. Due anni dopo, l'arcivescovo Germogen Kožin ottenne il permesso di trasformarla in cattedrale. Ruolo che ricopre tuttora, nonostante la riapertura al culto delle due chiese più importanti della città, cioè la cattedrale dell'Annunciazione e la cattedrale dei Santi Pietro e Paolo.
La chiesa è conosciuta anche con il nome di Nizskaja, per distinguerla da altri luoghi di culto cittadini dedicati a San Nicola.